# Nora Air Services
Nora Air Services (eigentlich NORA AIR SERVICES GmbH, kurz NAS) war eine deutsche Fluggesellschaft mit Sitz in Kassel. Sie hat ihren Flugbetrieb niemals aufgenommen.

## Geschichte
Im Laufe des Jahres 1970 erfolgte die Gründung der Nora Air Services durch Oskar Helberg. Mit aussichtsreichen Profitversprechen konnte Helberg Privatleute als Kommanditisten für sich und sein Unternehmen gewinnen. Diese brachten zu Beginn ein Kapital von 3 Mio. Mark in die Gesellschaft ein. Im August desselben Jahres verkündete Nora Air Services, man wolle ab Oktober den Verkehrslandeplatz Kassel-Calden an Wochenenden mit europäischen Großstädten verbinden; hierzu kam es nicht. Indes machte sich Helberg auf die Suche nach geeignetem Fluggerät und so kaufte er im Juni 1971 als Privatmann für einen Preis von 812.000 Mark vier Vickers Viscount von der Lufthansa. Diese Maschinen wurden anschließend über eine in Liechtenstein ansässige Briefkastenfirma für 9,68 Mio. Mark an die eigentliche Nora Air Services als Abschreibungsobjekte verkauft. Dasselbe Konzept wandte Helberg auch auf eine im Winter 1971 von der Bundeswehr erworbene Nord Noratlas an: Das eigentliche zur Verschrottung bestimmte Flugzeug, das Helberg als Privatmann für lediglich 72.000 Mark gekauft hatte, verkaufte er dem Unternehmen für 1,3 Mio. Mark.
Um seine Kommanditisten keinen Verdacht schöpfen zu lassen und den Anschein einer baldigen Betriebsaufnahme zu erwecken, ließ Helberg die Maschinen des Typs Viscount in einem auffälligen Lila-Gelb bemalen. Am 28. August 1971 wurde die erste Viscount in den neuen Firmenfarben nach Beendigung der am Flughafen Hamburg durchgeführten Lackierungsarbeiten zur Heimatbasis nach Kassel überführt. Während der dortigen, feierlichen Ankunft verkündete man gleichzeitig die Aufnahme eines umfangreichen Flugprogramms zu Reisezielen – sehr wohl wissend, dass das Lufttüchtigkeitszeugnis ebendieser ersten Viscount bereits zwei Tage später ablaufen sollte. Die Lackierungsarbeiten an den restlichen Flugzeugen, einschließlich der eigentlich nicht mehr für den Flugbetrieb vorgesehenen Noratlas, wurden bis zum Dezember 1971 abgeschlossen. Die letztgenannte Maschine konnte erst am 16. Dezember 1971 dank einer Ausnahmegenehmigung vom Flugplatz Lemwerder zum Flughafen Bremen überführt werden.
Im Januar 1972 vermeldete man seitens der Nora Air Services, dass mit dem Erhalt des Luftverkehrsbetreiberzeugnisses für März oder April zu rechnen sei. Neben Passagierflügen waren auch der Transport von Fracht angedacht und darüber hinaus habe man zwei Maschinen vom Typ Jakowlew Jak-40 bestellt. Doch als auch auf diese erneute Ankündigung keine Taten folgten, wurden die geprellten Kommanditisten misstrauisch; über die Nora Air Services wurde in Abwesenheit des mit seinem Geld abgetauchten Oskar Helbergs gegen Ende 1972 das Insolvenzverfahren eröffnet. Während eine Viscount und die Noratlas nur noch über Schrottwert verfügten und infolgedessen an die Lufthansa beziehungsweise die Bremer Flughafenfeuerwehr als Trainingsobjekt übergeben wurden, konnte man die restlichen Viscount an British Midland Airways verkaufen.
Mit dem Konkursverfahren nahm ebenfalls die Staatsanwaltschaft Kassel ihre Ermittlungen auf. Der untergetauchte Helberg konnte später verhaftet werden.

## Flotte
Die Flotte der Nora Air Services setzte sich im Frühjahr 1972 aus den folgenden fünf Flugzeugen zusammen:
| Flugzeugtyp           | Anzahl | Luftfahrzeugkennzeichen und Taufname | Herkunft           | Verbleib                                                           |
| --------------------- | ------ | ------------------------------------ | ------------------ | ------------------------------------------------------------------ |
| Nord Noratlas         | 1      | D-ANAS                               | Ex-Luftwaffe 52+13 | an Bremer Flughafenfeuerwehr als Trainingsobjekt übergeben         |
| Vickers Viscount 814D | 4      | D-ANAF                               | Ex-Lufthansa       | bis Herbst 2012 Trainingsobjekt für Lufthansa-Mechanikerausbildung |
| Vickers Viscount 814D | 4      | D-ANIP, Calden                       | Ex-Lufthansa       | an British Midland Airways als G-BAPE                              |
| Vickers Viscount 814D | 4      | D-ANIZ                               | Ex-Lufthansa       | an British Midland Airways als G-BAPG                              |
| Vickers Viscount 814D | 4      | D-ANUN, Westuffeln                   | Ex-Lufthansa       | an British Midland Airways als G-BAPF                              |
| Gesamt                | 5      |                                      |                    |                                                                    |

## Trivia
Am 11. Januar 1980 behandelte die Fernsehsendung Aktenzeichen XY … ungelöst den Fall der Nora Air Services und die Suche nach Oskar Helberg.